# Symphyoloma
Symphyoloma es un género monotípico de planta herbácea perteneciente a la familia Apiaceae. Su única especie: Symphyoloma graveolens, es originaria del Cáucaso.

## Taxonomía
Symphyoloma graveolens fue descrita por Carl Anton von Meyer y publicado en Verz. Pfl. Casp. Meer. (C.A. von Meyer). 127 (1831)